# Didier Domi
Didier Arsène Marcel Domi (Sarcelles, Francia, 2 de mayo de 1978) es un exfutbolista francés que jugaba como defensa.

## Clubes
| Club                        | País           | Año       |
| --------------------------- | -------------- | --------- |
| París Saint-Germain F. C.   | Francia        | 1996-1998 |
| Newcastle United F. C.      | Inglaterra     | 1998-2001 |
| París Saint-Germain F. C.   | Francia        | 2001-2004 |
| Leeds United F. C. (cedido) | Inglaterra     | 2003-2004 |
| R. C. D. Espanyol           | España         | 2004-2006 |
| Olympiacos F. C.            | Grecia         | 2006-2010 |
| New England Revolution      | Estados Unidos | 2011      |

## Palmarés

### Títulos nacionales
| Título                     | Club                      | País    | Año  |
| -------------------------- | ------------------------- | ------- | ---- |
| Copa de la Liga de Francia | París Saint-Germain F. C. | Francia | 1998 |
| Copa de Francia            | París Saint-Germain F. C. | Francia | 1998 |
| Supercopa de Francia       | París Saint-Germain F. C. | Francia | 1998 |
| Copa del Rey               | R. C. D. Espanyol         | España  | 2006 |
| Superliga de Grecia        | Olympiacos F. C.          | Grecia  | 2007 |
| Supercopa de Grecia        | Olympiacos F. C.          | Grecia  | 2007 |
| Superliga de Grecia        | Olympiacos F. C.          | Grecia  | 2008 |
| Copa de Grecia             | Olympiacos F. C.          | Grecia  | 2008 |
| Superliga de Grecia        | Olympiacos F. C.          | Grecia  | 2009 |
| Copa de Grecia             | Olympiacos F. C.          | Grecia  | 2009 |